# Françoise Massardier-Kenney
Françoise Massardier-Kenney, née en 1954, est une traductrice et traductologue.
Elle est directrice de l'Institut de linguistique appliquée et professeur d'études de langues classiques et modernes à l'université d'État de Kent. Son œuvre comprend la American Translators Association Scholarly Monograph Series et la coédition de George Sand Studies.
Elle a traduit le livre d'Antoine Berman Pour une critique des traductions : John Donne vers l'anglais sous le titre Toward a Translation Criticism: John Donne.